# Modelo análogo

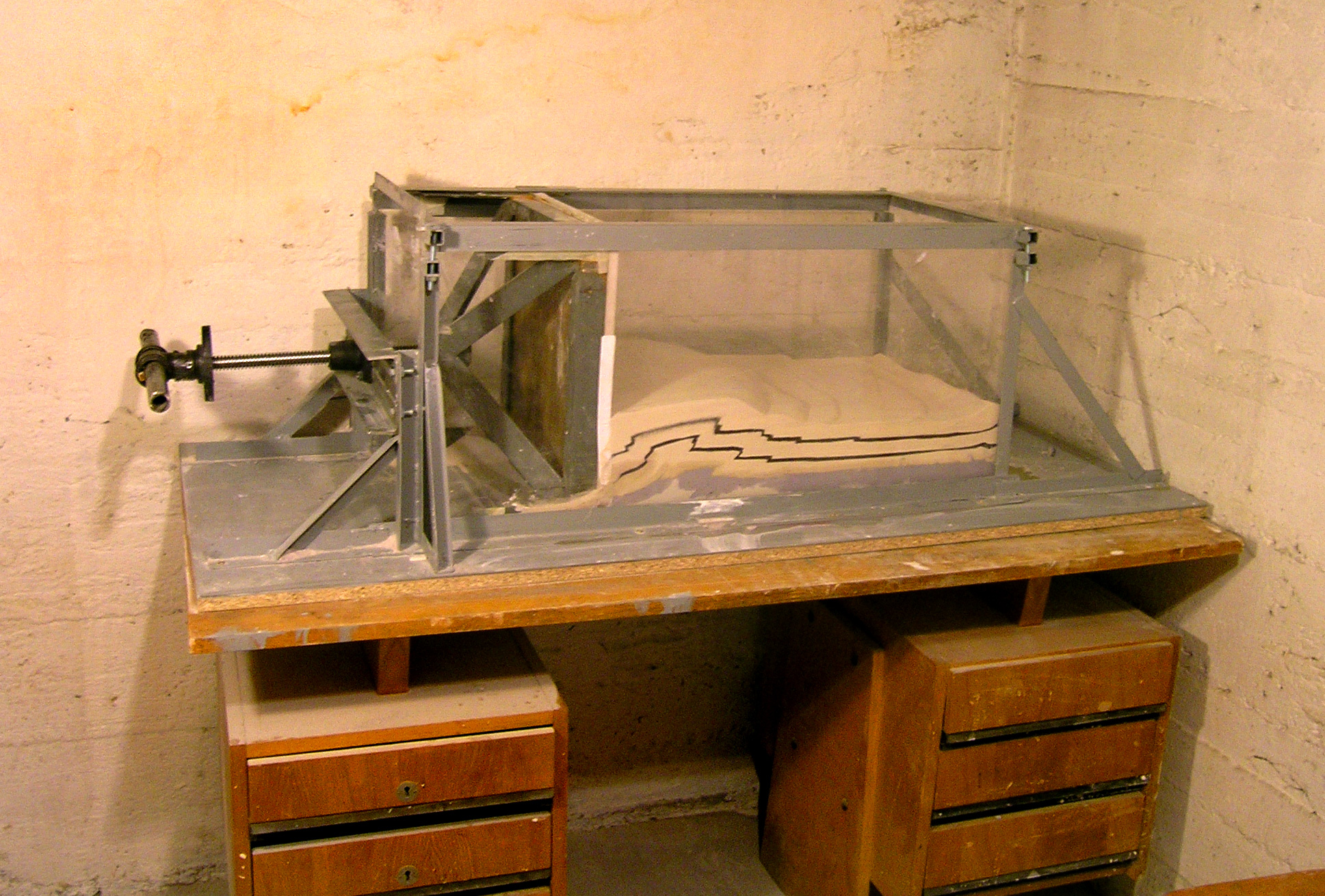
Modelado de capas geológicas en Instituto Geofísico AS CR, [República Checa

En ciencia, un modelo análogo (a veces llamado analógico o también modelo físico práctico) es una representación material de un objeto o un proceso para entender mejor su origen, formación o funcionamiento. Es usado en ciencia e ingeniería para validar las hipótesis y aproximaciones que forman un modelo conceptual de cierto proceso u objeto mediante el cálculo numérico. La validación se produce cuando el modelo análogo es capaz de reproducir el conjunto de observaciones considerado.
Un ejemplo de modelo análogo son las simulaciones de deformación tectónica de la corteza terrestre que se realizan con cajas de arena comprimidas mediante pistones de accionamiento manual o servo-asistidos (adosados a motores).